# Pearl Moore
Pearl Moore (Florence, 16 marzo 1957) è un'ex cestista statunitense, professionista nella Women's Professional Basketball League.
Nel 2021 è stata inserita fra i membri del Naismith Memorial Basketball Hall of Fame. Dal 2011 è fra i membri del Women's Basketball Hall of Fame.

## Carriera
Con 4.061 punti realizzati, detiene il record di marcature nella storia del college basket femminile statunitense.
Da professionista ha militato nelle New York Stars, nelle St. Louis Streak e infine, nel 1981-1982, in Venezuela nelle Panteras de Lara.